# Toni Zündorf
Toni Zündorf (* 24. Dezember 1933; † 19. Dezember 2014 in Erkelenz) war ein deutscher Fußballspieler und -trainer.

## Vereinsleben
Zündorf war ehemaliger Spieler des STV Lövenich, eines im gleichnamigen Erkelenzer Stadtteil ansässigen Mehrspartenvereins. Mit seiner Ehefrau Brunhilde war er die treibende Kraft, 1969 – anlässlich der 50-Jahr-Feier des Vereins – eine Frauenfußball-Mannschaft zu gründen.
Er betreute zunächst als Fußballspieler gegen Ende der 1960er Jahre die Frauenfußballabteilung des STV Lövenich und erwarb 1972 an der Sportschule Hennef die B-Trainerlizenz; 1973 wurde er mit der Goldnadel des Westdeutschen Fußballverbandes geehrt.
Nach anfänglichen Freundschaftsspielen, ein Ligabetrieb bestand noch nicht, hatte die Mannschaft unter ihm ihren ersten großen Erfolg, als sie am 27. Juni 1970 in Esch unweit zur Nachbargemeinde Blankenheim den SC 07 Bad Neuenahr (späterer Teilnehmer an der ersten Deutschen Meisterschaft 1974 und späterer Deutscher Meister 1978) vor zahlreichen Zuschauern mit 4:3 bezwingen konnte.
Die Mannschaft etablierte er – 1971 in der Kreisklasse Erkelenz beginnend – von 1974 bis 1990 in den seinerzeit höchsten Spielklassen, gewann mit ihr 1986 den Mittelrheinpokal und führte sie 1987 ins DFB-Pokal-Finale, das jedoch mit 2:5 gegen den TSV Siegen am 20. Juni im Olympiastadion Berlin verloren wurde. Des Weiteren führte er sie am Saisonende 1991/92 zur Meisterschaft in der seinerzeit zweitklassigen Regionalliga West und somit erstmals in die Bundesliga Nord. Mit Marie-Luise Gehlen ging 1984 die bis heute einzige Nationalspielerin des Vereins hervor; sie bestritt 1984 und 1985 vier Länderspiele.
Der Rücktritt von der Mannschaft 1997 war dem Abstieg in die Drittklassigkeit geschuldet, nachdem diese vor vier Jahren noch in der Bundesliga gespielt hatte, sowie dem Abstieg der zweiten Mannschaft in die Landesliga, nachdem diese zwölf Jahre lang in der Verbandsliga gespielt hatte. Anlässlich des 80-jährigen Bestehens des Vereins wurde er im August 1999 zum Ehrenmitglied des Vereins ernannt.
Zündorf, der von 1969 bis 1997 Trainer der ersten Frauenfußballmannschaft des STV Lövenich und bis 2004 Leiter der Frauenfußball-Abteilung war, verstarb – fünf Tage vor seinem 81. Geburtstag – am 19. Dezember 2014 in Erkelenz.

## Auszeichnungen
- Verleihung der Goldnadel des Westdeutschen Fußballverbandes 1973
- Würdigung mit der Bronze-Plakette der Stadt Erkelenz 1994
- Ernennung zum Ehrenmitglied des STV Lövenich 1999
- Umbenennung des Erschließungsweges am Sportplatz „Hötzelenberg“ in „Toni-Zündorf-Weg“ 2016[2]
- Träger des Verdienstordens der Bundesrepublik Deutschland